# Modré
Modré, également orthographié Moodre, est une commune rurale située dans le département de Tibga de la province du Gourma dans la région de l'Est au Burkina Faso.

## Géographie
Modré est situé à 8,5 km à l'Ouest de Tibga et 4 km à l'Est de Gounghin. La commune est à 1,5 km au Nord de la route nationale 4.

## Santé et éducation
Modré accueille un centre de santé et de promotion sociale (CSPS).